# عديلة ناشط
عديلة ناشط واسمها عديلة أوزجان وتعرف أيضًا باسم عديلة إنجه نسبة لزوجها (17 يونيو 1930-11 ديسمبر 1987) ممثلة تركية.

## حياتها
تعد عديلة ناشط من عائلة مسرحية حيث أن والدها هو الكوميدي شهر ناشط ووالدتها السيدة أميليا ممثلة المسرح الأرمني بتركيا. شقيقها الأكبر هو سليم ناشط وفي عام 1950 تزوجت بالفنان المسرحي ضياء كسكينر. وبعد وفاة ضياء كسكينر في يوليو 1982 تزوجت عديلة ناشط سرا بجمال إنجة في 16 سبتمبر 1983. وفي عالم السينما اشتهرت عديلة ناشط بأدوار الأم في الأفلام التي قامت ببطولتها مع منير أوزكل حتى أنها قامت بدور الخادمة الأم حفيظة في الأفلام المقتبسة من «فصل الفوضى» العمل الشهير لرفعت ايلجاز. وفي 11 ديسمبر 1987 توفت عديلة ناشط إثر إصابتها بسرطان الإمعاء عن عمر يناهز سبعة وخمسين عاماً بإسطنبول حيث المدينة التي ولدت بها. وفي 13 ديسمبر 1987 أقيمت صلاة الجنازة بمسجد الشيشلي. وعقب صلاة الجنازة التي أقيمت ضهراً دفٌنت بمقبرة كاراجا أحمد. حيث أنها دفُنت بمقبرة كاراجا أحمد بإسطنبول مع زوجها الأول ضياء كسكينر وإبنها أحمد كسكينر (1951-1966).
رسخت أدوار الأم في المسرحيات والأفلام السينمائية وكذلك أسلوبها الفريد وضحكها بين أسماء مرموقة بالسينما التركية. وفي عام 1985 وبسبب أدوار الأم التي أدتها أنُتخبت عديلة ناشط كأم هذا العام.

## مهنتها

### بدايتها فنالمسرح
تركت عديلة ناشط مدرستها عقب وفاة والدها والتحقت بمسرح الأطفال بمسارح مدينة أسطنبول وهي في الرابعة عشر من عمرها. خرجت عديلة ناشط لجولة في إسطنبول مع مجموعة خالدة بيشكن بمسرحية «القليل من كل شئ» وبعد ذلك التحقت بمسرح معمر كاراجا. وخلال أعوام 1948-1951 عملت في مجموعات أسستها مع الكوميدي عزيز بسماجي وفاهي أوُز. وبعد ذلك عملت حتى عام 1960 في مسرح معمر كاراجا حيث أنه عاد لتركيا في عام 1954. وفي عام 1961 عقب انهيار مسرح ناشط التي أسسته مع زوجها ضياء كسكينر وشقيقها سليم ناشط أوزجان. عملت في مسرح «غضنفر أوزجان - جونُل أولكو» من عام 1963 حتى عام 1975. وبجانب مسرحياتها، جذبت الانتباه في مسرحياتها الموسيقية مثل «فرقة العجائب المملوكة» و«فرحة الهوى» و«بلابل من آلالات الصك».

## مهنتها السينمائية
و في عام 1947 دخلت مجال السينما بفيلم «الجرح» الذي أنتجه سيف هافاري. الإ أنها بدأت الانخراط في الأفلام بقوة في عام 1970. وفي عام 1976 فازت بجائزة أفضل ممثلة عن دورها في فيلم «هذه هي الحياة» في مهرجان أفلام البرتقال الذهبي بأنطاليا. وحازت على إعجاب كبير عن دورها في سلسلة أفلام «فصل الفوضى». وفي عام 1978 بدأت التمثيل في المسرحيات والمسرحيات الموسيقية بالمسارح الفنية الدولية. ومثلت في الأفلام الكوميدية التي أخرجها إرتم إيلمز وكارتال تبت.

## الخالة الراوية
عقب وفاة طفلها الوحيد أحمد عن عمر يناهز ستة عشر عاماً اهتمت كلياً بالأطفال. وفي عام 1980 لقبت عديلة ناشط بالخالة الراوية وذلك بسبب برنامج الأطفال الذي تؤديه بعنوان «قبل النوم» حيث أن إلهان شينجون (1946-2003) الذي يعد واحداً من مخرجي الأذاعة والتلفزيون التركية بأنقرة قد ساعدها في ذلك. واهتم بها الأطفال اهتماماً كبيرا وذلك خلال البرنامج التلفزيوني الذي كان يذُاع على قناة واحدة حيث أنها كانت تروي به قصص وحكايات.

## فيلموغرافيا

### المسلسلات التلفزيونية
-	قبل النوم
-	عائلة من وهم الخيال (1986)

## أفلامها
- الجرح (1947)
- الحياة الفاخرة (1950)
- إضربوا العاهره (1957)
- عباس الراكب (1959) ربة منزل
- إضرب فجر إعزف مثل (1970)
- جمال بيوغلو (1971) ربة منزل
- حب أخي (1972)
- تمام (1973) والدة فريد
- أخي العزيز (1973) معلم
- المليونير الأبكم (1974)
- افتح عينيك يا محمد (1974)
- غريب (1974) الخادمة كوليوتماز معُلا
- الشوق (1974) والدة الفتاة المصابة
- عدم الزواج بمئة ليرة (1974) العمة بهيجة
- الخرزة الزرقاء (1974) أم صوفية
- زهرة فتاة الليل (1975) هاجر
- الساحرة الصغيرة (1975) الجدة
- آه أين (1975) حورية
- اللص المحطم (1975) بيناز
- هانزو (1975)شكرية
- هذه هي الحياة (1975) مكبولي
- أنت مخادع (1975) ديدار
- فئة المعجبين (1975) الأم زهرة
- شوكت ضحية الشهوة (1975) مهموري
- ديك الشاطئ (1975)
- تأتي الهيب هوب على الشباب (1975)
- النمر الوردي (1975) حفيظة
- عمتي العزيزة (1975) العمة العزيزة
- طفل التلفزيون (1975) حسنية
- مرحبا عائلتنا (1975) ملك
- فصل الفوضى (1975) الأم حفيظة
- ظل فصل الفوضى (1975) الأم حفيظة
- الإخوة الحليب (1976) ملك
- ما رغبناه وجدناه (1976) فاطمة
- فصل الفوضى ينشط (1976) الأم حفيظة
- هذه هي الحياة (1976) مكبولي
- هيا لنتصالح (1976) عديلة تورشوجو أوغلو
- يا ديدي يا ديدي (1976)
- شرف العائلة (1976) أمينة
- توسون باشا (1976) عديلة هانم
- شعبان أوغلوا شابان (1976) العمة تافوك
- صقر شاكر (1977) فاطمة
- العيون الباسمة (1977) نزاكت
- فصل الفوضى في أجازة (1977) الأم حفيظة
- فيزو المهذبة (1978) الأم سكينة
- سلطان (1987) الطبيبة خديجة
- تسع سلالات من فصل الفوضى (1978) الأم حفيظة
- أيام مبهجة (1978) ساعدت
- حي كابماجا (1979) فضيلة
- أهلا وسهلاً بالقادمين (1979) الأخت فضيلة
- الطبيب (1979) خديجة
- جمال الولد سيفل بيلو (1979) سلطان
- ما يحدث الآن (1979) الأم أورهان
- إبيشو (1980) أغا
- العالم المثير (1980) فاطمة
- لم يبقى سلامي (1980) عديلة
- خمس رجال بدون مال (1980)
- دافارو (1981) هامو
- إلى الجحيم (1981) ذكية
- هناك احتفال في الجحيم (1981) ذكية
- لا تقل دعابات (1981) عديلة
- شارعنا (1981) المذيعة ناجية
- وداعاً فصل الفوضى (1981) الأم حفيظة
- شعبان الحبيب (1981) عديلة
- جناح المجانين (1981)
- طائر الحظ (1982) عديلة جوناي
- انعدام التربية (1982) حليمة
- تفضل إلى الحفلة (1982)
- العمة عديلة (1982) الخالة عديلة
- جينغ شادية (1982) جولو
- البط الحائر (1983) مريم
- انتخاب كبير في الجحيم (1984) ذكية
- إلى شعبان (1984) خديجة
- المبجل (1984) الأم
- قلب شعبان جزئي (1985) عديلة
- تخلصت من أمه (1985) عديلة
- أغا باجي (1986) أغا باجي
- منزل للإيجار (1986) خيرية
- هايروش (1986)
- تذمر غاضب (1986)
- خروفي العزيز (1986) عديلة
- الملياردير (1986) السلطان بونجُك
- نزل العائلة (1987) صالحة

## بعضالمسرحياتالتي قامت ببطولتها
- هناك القليل من كل شئ
- الحياة الفاخرة

## احتفال جوجل

احتفال جوجل بالذكرى 86 لميلاد عديلة

في 17 يونيو 2016 احتفل مُحرك البَحث جوجل بالذكرى 86 لِميلاد عَديلة أوزكان إنجة.

## وصلات خارجية
- عديلة ناشط على موقع IMDb (الإنجليزية)
- عديلة ناشط على موقع ألو سيني (الفرنسية)
- عديلة ناشط على موقع أول موفي (الإنجليزية)
- عديلة ناشط على موقع قاعدة بيانات الفيلم (الإنجليزية)
- عديلة ناشط على موقع كينوبويسك (الروسية)
- [http://www.sinematurk.com/kisi/1009/Adile-Na%FEit نسخة محفوظة 30 أكتوبر 2009 على موقع واي باك مشين. * عديلة ناشط في [[السينما]] [[التركية]]]]
- * الموقع الفني لعديلة ناشط نسخة محفوظة 29 ديسمبر 2010 على موقع واي باك مشين.
- عديلة ناشط في لاست إف إم